# Akermania besucheti
Akermania besucheti is een pissebed uit de familie Armadillidae. De wetenschappelijke naam van de soort is voor het eerst geldig gepubliceerd in 1979 door Argano & Manicastri.